# Sitona griseus
Sitona griseus är en skalbaggsart som först beskrevs av Fabricius 1775.  Sitona griseus ingår i släktet Sitona, och familjen vivlar. Arten är reproducerande i Sverige.